# Groupe E de la Coupe d'Asie des nations de football 2019
Les matchs du groupe E de la Coupe d'Asie des nations 2019 se déroulent du 8 au 17 janvier 2019. Le groupe est constitué des pays suivant :
  Arabie saoudite
  Qatar
  Liban
  Corée du Nord
Les deux premiers de ce groupe E se qualifient pour les huitièmes de finale.

## Classement
| Rang | Équipe          | Pts | J | G | N | P | Bp | Bc | Diff |
| ---- | --------------- | --- | - | - | - | - | -- | -- | ---- |
| 1    | Qatar           | 9   | 3 | 3 | 0 | 0 | 10 | 0  | +10  |
| 2    | Arabie saoudite | 6   | 3 | 2 | 0 | 1 | 6  | 2  | +4   |
| 3    | Liban           | 3   | 3 | 1 | 0 | 2 | 4  | 5  | -1   |
| 4    | Corée du Nord   | 0   | 3 | 0 | 0 | 3 | 1  | 14 | -13  |

## Matchs
Tous les horaires listés sont GST (UTC+4).

### Arabie saoudite - Corée du Nord
| 8 janvier 2019 | Arabie saoudite | 4 - 0   | Corée du Nord | Stade Maktoum ben Rachid Al Maktoum, Dubaï  |                                             |
| 20h00          | ( Abdulaziz Al-Bishi (en)) Hattan Bahebri 29e · ( Housain Al-Mogahwi) Mohammed Al-Fatil 37e · ( Abdulaziz Al-Bishi (en)) Salem al-Dossari 70e · ( Hamdan Al-Shamrani (en)) Fahad al-Muwallad 87e | (2 - 0) |               | Spectateurs : 5 075 Arbitrage : Peter Green | Spectateurs : 5 075 Arbitrage : Peter Green |
| 20h00          | http://stats.the-afc.com/match_report/13279 |         |               | Spectateurs : 5 075 Arbitrage : Peter Green | Spectateurs : 5 075 Arbitrage : Peter Green |

| Arabie saoudite | Corée du Nord |

| GK                 | 21 | Mohammed Al-Owais    |       |     |
| RB                 | 2  | Mohammed Al-Breik    |       |     |
| CB                 | 4  | Ali Al-Bulaihi       |       |     |
| CB                 | 23 | Mohammed Al-Fatil    |       |     |
| LB                 | 13 | Yasser Al-Shahrani   |       | 82e |
| DM                 | 14 | Abdullah Otayf       |       |     |
| RM                 | 11 | Hattan Bahebri       |       | 78e |
| CM                 | 10 | Salem Al-Dawsari (c) | 45+1e |     |
| CM                 | 20 | Abdulaziz Al-Bishi   |       | 71e |
| LM                 | 16 | Housain Al-Mogahwi   |       |     |
| CF                 | 19 | Fahad Al-Muwallad    |       |     |
| Remplaçants :      |    |                      |       |     |
| MF                 | 18 | Abdulrahman Ghareeb  |       | 71e |
| FW                 | 9  | Mohammed Al-Saiari   |       | 78e |
| DF                 | 12 | Hamdan Al-Shamrani   |       | 82e |
| Sélectionneur :    |    |                      |       |     |
| Juan Antonio Pizzi |    |                      |       |     |

| GK              | 1  | Ri Myong-guk     |          |       |
| CB              | 4  | Kim Song-gi      |          |       |
| CB              | 5  | An Song-il       |          | 46e   |
| CB              | 23 | Ri Il-jin        | 53e      |       |
| RWB             | 2  | Kim Chol-bom     | 32e      |       |
| LWB             | 3  | Jang Kuk-chol    |          | 56e   |
| RM              | 7  | Han Kwang-song   | 36e, 44e |       |
| CM              | 15 | Ri Un-chol       |          |       |
| CM              | 16 | Ri Yong-jik      |          | 90+1e |
| LM              | 11 | Jong Il-gwan (c) | 90e      |       |
| CF              | 10 | Pak Kwang-ryong  |          |       |
| Remplaçants :   |    |                  |          |       |
| MF              | 12 | Kim Kyong-hun    |          | 46e   |
| DF              | 17 | Ri Chang-ho      |          | 56e   |
| FW              | 19 | Rim Kwang-hyok   |          | 90+1e |
| Sélectionneur : |    |                  |          |       |
| Kim Yong-jun    |    |                  |          |       |

| Homme du Match: Salem Al-Dawsari (Arabie saoudite) Assistant referees: Matthew Cream (Australia) Anton Shchetinin (Australia) Fourth official: Sergei Grishchenko (Kyrgyzstan) Additional assistant referees: Valentin Kovalenko (Uzbekistan) Chris Beath (Australia) |

### Qatar - Liban
| 9 janvier 2019 | Qatar                                       | 2 - 0   | Liban | Stade Hazza Bin Zayed, Al-Aïn           |                                         |
| 20h00          | Bassam Al-Rawi 65e · Almoez Ali 79e         | (0 - 0) |       | Spectateurs : 7 847 Arbitrage : MA Ning | Spectateurs : 7 847 Arbitrage : MA Ning |
| 20h00          | http://stats.the-afc.com/match_report/13280 |         |       | Spectateurs : 7 847 Arbitrage : MA Ning | Spectateurs : 7 847 Arbitrage : MA Ning |

| Qatar | Liban |

| GK              | 1  | Saad Al Sheeb        |  |     |
| CB              | 2  | Pedro Correia        |  |     |
| CB              | 4  | Tarek Salman         |  |     |
| CB              | 15 | Bassam Al-Rawi       |  |     |
| RM              | 23 | Assim Madibo         |  |     |
| CM              | 16 | Boualem Khoukhi      |  |     |
| CM              | 12 | Karim Boudiaf        |  | 56e |
| LM              | 18 | Abdulkarim Al-Ali    |  | 62e |
| RW              | 10 | Hassan Al-Haydos (c) |  | 85e |
| CF              | 19 | Almoez Ali           |  |     |
| LW              | 11 | Akram Afif           |  |     |
| Remplaçants :   |    |                      |  |     |
| MF              | 6  | Abdulaziz Hatem      |  | 56e |
| DF              | 3  | Abdelkarim Hassan    |  | 62e |
| FW              | 7  | Ahmed Alaaeldin      |  | 85e |
| Sélectionneur : |    |                      |  |     |
| Félix Sánchez   |    |                      |  |     |

| GK                | 1  | Mehdi Khalil       |     |     |
| CB                | 18 | Walid Ismail       |     |     |
| CB                | 6  | Joan Oumari        |     |     |
| CB                | 13 | Felix Michel       |     | 77e |
| RM                | 19 | Ali Hamam          |     |     |
| CM                | 15 | Haitham Faour      |     |     |
| CM                | 11 | Alexander Michel   | 24e | 72e |
| LM                | 3  | Moataz Al Junaidi  |     | 84e |
| RW                | 7  | Hassan Maatouk (c) | 64e |     |
| CF                | 9  | Hilal El-Helwe     |     |     |
| LW                | 22 | Bassel Jradi       |     |     |
| Remplaçants :     |    |                    |     |     |
| MF                | 14 | Nader Matar        |     | 72e |
| MF                | 5  | Samir Ayass        |     | 77e |
| MF                | 10 | Mohamad Haidar     |     | 84e |
| Sélectionneur :   |    |                    |     |     |
| Miodrag Radulović |    |                    |     |     |

### Liban - Arabie Saoudite
| 12 janvier 2019 | Liban                                       | 0 - 2 | Arabie saoudite                  | Stade Al-Maktoum, Dubaï                    |                                            |
| 20h00           |                                             | (0-1) | Al-Muwallad 12e · Al-Mogahwi 67e | Spectateurs : 13 792 Arbitrage : Ali Sabah | Spectateurs : 13 792 Arbitrage : Ali Sabah |
| 20h00           | http://stats.the-afc.com/match_report/13282 |       |                                  | Spectateurs : 13 792 Arbitrage : Ali Sabah | Spectateurs : 13 792 Arbitrage : Ali Sabah |

| Liban | Arabie saoudite |

| GK                | 1  | Mehdi Khalil       |     |     |
| CB                | 11 | Alexander Michel   |     |     |
| CB                | 3  | Moataz Al Junaidi  |     |     |
| CB                | 6  | Joan Oumari        |     |     |
| RM                | 19 | Ali Hamam          |     |     |
| CM                | 13 | Felix Michel       | 70e |     |
| CM                | 15 | Haitham Faour      |     | 73e |
| LM                | 2  | Kassem El Zein     |     |     |
| RW                | 10 | Mohamad Haidar     | 82e | 86e |
| CF                | 9  | Hilal El-Helwe     | 89e |     |
| LW                | 7  | Hassan Maatouk (c) |     | 76e |
| Remplaçants :     |    |                    |     |     |
| FW                | 20 | Rabih Ataya        |     | 73e |
| MF                | 14 | Nader Matar        |     | 76e |
| DF                | 17 | Mohamed Zein Tahan |     | 86e |
| Sélectionneur :   |    |                    |     |     |
| Miodrag Radulović |    |                    |     |     |

| GK                 | 21 | Mohammed Al-Owais    |       |     |
| RB                 | 2  | Mohammed Al-Breik    |       |     |
| CB                 | 23 | Mohammed Al-Fatil    |       |     |
| CB                 | 4  | Ali Al-Bulaihi       |       |     |
| LB                 | 12 | Hamdan Al-Shamrani   |       |     |
| DM                 | 14 | Abdullah Otayf       |       | 84e |
| RM                 | 11 | Hattan Bahebri       |       |     |
| CM                 | 20 | Abdulaziz Al-Bishi   | 41e   | 79e |
| CM                 | 16 | Housain Al-Mogahwi   |       |     |
| LM                 | 10 | Salem Al-Dawsari (c) | 90+2e |     |
| CF                 | 19 | Fahad Al-Muwallad    |       | 73e |
| Remplaçants :      |    |                      |       |     |
| MF                 | 8  | Yahya Al-Shehri      |       | 73e |
| MF                 | 18 | Abdulrahman Ghareeb  |       | 79e |
| MF                 | 15 | Ibrahim Ghaleb       |       | 84e |
| Sélectionneur :    |    |                      |       |     |
| Juan Antonio Pizzi |    |                      |       |     |

| Assistant referees: Abu Bakar Al-Amri (Oman) Rashid Al-Ghaithi (Oman) Fourth official: Abdukhamidullo Rasulov (Uzbekistan) Additional assistant referees: Mohanad Qassim (Iraq) Mohd Amirul Izwan Yaacob (Malaysia) |

### Corée du Nord - Qatar
| 13 janvier 2019 | Corée du Nord                               | 0 - 6 | Qatar                                         | Stade Cheikh Khalifa, Al-Aïn       |                                    |
| 15h00           |                                             | (0-3) | Ali 9e 11e 55e 60e · Khoukhi 43e · Hassan 68e | Arbitrage : Hettikamkanamge Perera | Arbitrage : Hettikamkanamge Perera |
| 15h00           | http://stats.the-afc.com/match_report/13281 |       |                                               | Arbitrage : Hettikamkanamge Perera | Arbitrage : Hettikamkanamge Perera |

| Corée du Nord | Qatar |

| GK              | 1  | Ri Myong-guk     |          |     |
| RB              | 23 | Ri Il-jin        | 17e      |     |
| CB              | 12 | Kim Kyong-hun    |          |     |
| CB              | 4  | Kim Song-gi      |          | 77e |
| LB              | 2  | Kim Chol-bom     |          |     |
| CM              | 9  | Kim Yong-il      | 39e      | 43e |
| CM              | 13 | Sim Hyon-jin     |          |     |
| CM              | 15 | Ri Un-chol       | 13e      |     |
| RW              | 19 | Rim Kwang-hyok   |          | 63e |
| CF              | 10 | Pak Kwang-ryong  | 54e      |     |
| LW              | 11 | Jong Il-gwan (c) | 17e, 90e |     |
| Remplaçants :   |    |                  |          |     |
| FW              | 8  | Ri Hyok-chol     |          | 43e |
| MF              | 16 | Ri Yong-jik      |          | 63e |
| DF              | 6  | Ri Thong-il      |          | 77e |
| Sélectionneur : |    |                  |          |     |
| Kim Yong-jun    |    |                  |          |     |

| GK              | 1  | Saad Al Sheeb        |    |     |
| RB              | 2  | Ró-Ró                |    | 74e |
| CB              | 15 | Bassam Al-Rawi       |    |     |
| CB              | 4  | Tarek Salman         |    |     |
| LB              | 3  | Abdelkarim Hassan    | 7e | 80e |
| CM              | 23 | Assim Madibo         |    | 71e |
| CM              | 6  | Abdulaziz Hatem      |    |     |
| RW              | 10 | Hassan Al-Haydos (c) |    |     |
| AM              | 16 | Boualem Khoukhi      |    |     |
| LW              | 11 | Akram Afif           |    |     |
| CF              | 19 | Almoez Ali           |    |     |
| Remplaçants :   |    |                      |    |     |
| MF              | 5  | Ahmed Fatehi         |    | 71e |
| DF              | 8  | Hamid Ismail         |    | 74e |
| MF              | 20 | Ali Afif             |    | 80e |
| Sélectionneur : |    |                      |    |     |
| Félix Sánchez   |    |                      |    |     |

| Assistant referees: Palitha Hemathunga (Sri Lanka) Jakhongir Saidov (Uzbekistan) Fourth official: Matthew Cream (Australia) Additional assistant referees: Valentin Kovalenko (Uzbekistan) Ilgiz Tantashev (Uzbekistan) |

### Arabie saoudite - Qatar
| 17 janvier 2019 | Arabie saoudite                             | 0 - 2 | Qatar                | Stade Cheikh Zayed, Abou Dabi |                          |
| 20h00           |                                             |       | Almoez Ali 45+1e 80e | Arbitrage : Kim Dong-jin      | Arbitrage : Kim Dong-jin |
| 20h00           | http://stats.the-afc.com/match_report/13283 |       |                      | Arbitrage : Kim Dong-jin      | Arbitrage : Kim Dong-jin |

| Arabie Saoudite | Qatar |

| GK                 | 21 | Mohammed Al-Owais   |
| RB                 | 2  | Mohammed Al-Breik   |
| CB                 | 4  | Ali Al-Bulaihi      |
| CB                 | 23 | Mohammed Al-Fatil   |
| LB                 | 12 | Hamdan Al-Shamrani  |
| DM                 | 14 | Abdullah Otayf      |
| RM                 | 8  | Yahya Al-Shehri (c) |
| CM                 | 11 | Hattan Bahebri      |
| CM                 | 16 | Housain Al-Mogahwi  |
| LM                 | 19 | Fahad Al-Muwallad   |
| CF                 | 18 | Abdulrahman Ghareeb |
| Sélectinneur:      |    |                     |
| Juan Antonio Pizzi |    |                     |

| GK            | 1  | Saad Al Sheeb        |
| RB            | 2  | Ró-Ró                |
| CB            | 15 | Bassam Al-Rawi       |
| CB            | 4  | Tarek Salman         |
| LB            | 3  | Abdelkarim Hassan    |
| CM            | 6  | Abdulaziz Hatem      |
| CM            | 23 | Assim Madibo         |
| CM            | 16 | Boualem Khoukhi      |
| RW            | 10 | Hassan Al-Haydos (c) |
| CF            | 19 | Almoez Ali           |
| LW            | 11 | Akram Afif           |
| Sélectinneur: |    |                      |
| Félix Sánchez |    |                      |

| Assistant referees: Yoon Kwang-yeol (South Korea) Park Sang-jun (South Korea) Fourth official: Cao Yi (China PR) Additional assistant referees: Ko Hyung-jin (South Korea) Fu Ming (China PR) |

### Liban - Corée du Nord
| 17 janvier 2019 | Liban                                                                                    | 4 - 1   | Corée du Nord      | Sharjah Stadium, Sharjah |                         |
| 20h00           | Felix Michel 28e · Hilal El-Helwe 65e · Hassan Maatouk 80e (pen.) · Hilal El-Helwe 90+8e | (1 - 1) | Pak Kwang-ryong 9e | Arbitrage : Chris Beath  | Arbitrage : Chris Beath |
| 20h00           | http://stats.the-afc.com/match_report/13284                                              |         |                    | Arbitrage : Chris Beath  | Arbitrage : Chris Beath |

| Liban | Corée du Nord |

| GK                | 1  | Mehdi Khalil       |
| RB                | 18 | Walid Ismail       |
| CB                | 4  | Nour Mansour       |
| CB                | 6  | Joan Oumari        |
| LB                | 13 | Felix Michel       |
| CM                | 5  | Samir Ayass        |
| CM                | 14 | Nader Matar        |
| RW                | 9  | Hilal El-Helwe     |
| AM                | 10 | Mohamad Haidar     |
| LW                | 11 | Alexander Michel   |
| CF                | 7  | Hassan Maatouk (c) |
| Sélectionneur :   |    |                    |
| Miodrag Radulović |    |                    |

| GK              | 1  | Ri Myong-guk      |
| RB              | 2  | Kim Chol-bom      |
| CB              | 3  | Jang Kuk-chol (c) |
| CB              | 5  | An Song-il        |
| LB              | 13 | Sim Hyon-jin      |
| RM              | 12 | Kim Kyong-hun     |
| CM              | 15 | Ri Un-chol        |
| CM              | 16 | Ri Yong-jik       |
| LM              | 9  | Kim Yong-il       |
| CF              | 7  | Han Kwang-song    |
| CF              | 10 | Pak Kwang-ryong   |
| Sélectionneur : |    |                   |
| Kim Yong-jun    |    |                   |

| Assistant referees: Matthew Cream (Australia) Anton Shchetinin (Australia) Fourth official: Ronnie Koh Min Kiat (Singapore) Additional assistant referees: Muhammad Taqi (Singapore) Liu Kwok Man (Hong Kong) |

## Discipline
Le critère disciplinaire est susceptible d'être utilisé afin de départager des équipes qui se retrouveraient à égalité parfaite à l'issue de la dernière journée. Les points disciplinaires sont calculés sur la base des cartons jaunes et rouges reçus sur l'ensemble des matches de groupe, comme suit, :
- carton jaune = 1 point
- carton rouge à la suite des deux cartons jaunes = 3 points
- carton rouge direct = 3 points
- carton jaune suivi d'un carton rouge direct = 4 points

| Team            | J 1    | J 1                                        | J 1          | J 1                         | J 2    | J 2                                        | J 2          | J 2                         | J 3    | J 3                                        | J 3          | J 3                         | Points |
| Team            | Averti | Carton jaune · Carton jaune · Carton rouge | Carton rouge | Carton jaune · Carton rouge | Averti | Carton jaune · Carton jaune · Carton rouge | Carton rouge | Carton jaune · Carton rouge | Averti | Carton jaune · Carton jaune · Carton rouge | Carton rouge | Carton jaune · Carton rouge | Points |
| --------------- | ------ | ------------------------------------------ | ------------ | --------------------------- | ------ | ------------------------------------------ | ------------ | --------------------------- | ------ | ------------------------------------------ | ------------ | --------------------------- | ------ |
| Qatar           |        |                                            |              |                             |        |                                            |              |                             |        |                                            |              |                             | 0      |
| Arabie saoudite | 1      |                                            |              |                             |        |                                            |              |                             |        |                                            |              |                             | −1     |
| Liban           | 2      |                                            |              |                             |        |                                            |              |                             |        |                                            |              |                             | -2     |
| Corée du Nord   | 3      | 1                                          |              |                             |        |                                            |              |                             |        |                                            |              |                             | −6     |